# Edgar Haßmann
Edgar Andreas Woldemar Haßmann (auch Hassmann geschrieben), lettisch Edgars Andreas Woldemar Hasmanis (* 31. Januar 1884 in Luhde bei Walk, Gouvernement Livland, Russisches Kaiserreich; † 26. März 1919 in Riga, Lettland), war ein lettischer lutherischer Pastor. Er gilt als evangelischer Märtyrer und ist auf dem Rigaer Märtyrerstein verzeichnet.
Die Datumsangaben in diesem Artikel richten sich, wenn nicht anders angegeben, für den Zeitraum bis 1918 nach dem julianischen Kalender.

## Leben

### Herkunft und Familie
Edgar Haßmanns Vater Karl Haßmann war Bauer und Krüger (Gastwirt). Edgar Haßmanns Mutter hieß Elise, geborene Muskau. Beide gehörten der lettischen Ethnie an, zogen aber schon früh in den estnischen Teil Livlands. Verheiratet war Edgar Haßmann mit Maria Elisabeth, geborene Abb.

### Werdegang
Edgar Haßmann besuchte von 1906 bis 1910 das Gymnasium in Dorpat (estnisch Tartu). Der tiefe Glaube seiner Mutter führte dazu, dass er schon früh Theologe werden wollte, so dass er von 1911 bis 1913 dieses Fach an der Kaiserlichen Universität Dorpat studierte. Im Jahre 1914 diente er nach Abschluss seines Studiums als Adjunkt seines Schwagers Jaan Lattik der estnischen Gemeinde in Fellin (estnisch Viljandi). 1915 wurde er zum Prediger der großen lettischen Gemeinde in Pskow-Laura gewählt. Ab 1916 war er Pastor der lettischen Gemeinde in Salisburg (lettisch Mazsalaca) im lettischen Sprachgebiet. Da er als Lette im estnischen Teil Livlands aufgewachsen war, gehörte er zu den wenigen Pastoren, die sowohl die lettische als auch die estnische Sprache beherrschten. Seine Arbeit galt als erfolgreich.
Während des Ersten Weltkrieges, schon während der ersten Vorherrschaft der Kommunisten, im Januar 1918, wurde er von Bolschewiki festgenommen. Sie brachten ihn nach Rujen (lettisch Rūjiena). Dort sollte er vor das Tribunal gestellt werden. Dessen Mitglieder waren verkleidet und maskiert. Sie sahen sich für ihn nicht zuständig und schickten ihn nach Walk. Hier gelang ihm die Flucht. Er hielt sich bis zur deutschen Eroberung der Stadt verborgen. Unmittelbar danach ging er wieder nach Salisburg und nahm sein Amt wahr.
Nach dem Abzug der deutschen Truppen übernahmen im Lettischen Unabhängigkeitskrieg wieder die Bolschewiki die Kontrolle. Haßmann musste jederzeit mit seiner Verhaftung rechnen, weshalb er nach Riga floh. Ein Kommunist aus Salisburg erkannte ihn dort auf der Straße und nahm ihn fest. Edgar Haßmann wurde gemeinsam mit anderen Gefangenen aus der Gegend von Wolmar (lettisch Valmiera) von den Bolschewiki in einer dunklen Zelle unter schweren Haftbedingungen inhaftiert. Auch dort versah er seine Dienste als Pastor; er feierte sogar mit den anderen Gefangenen das Abendmahl, unter Verwendung von Wasser und Brot. Zuletzt befand er sich im Rigaer Zentralgefängnis in einer Zelle mit seinem Propst Karl Schlau, mit dem zusammen er hingerichtet wurde. Davor konnte er noch eine Nachricht an seine junge Frau verfassen:

„Auf Wiedersehen im Jenseits.“

Zur Erschießung wurden die 46 Gefangenen am Morgen des 26. März 1919 in den Kaiserwald gebracht und an Bäume gebunden. Karl Schlau wurde als erster erschossen, Edgar Haßmann folgte später.

## Ehrungen
Edgar Haßmann wird auf dem Rigaer Märtyrerstein erwähnt.
Im August 1929 enthüllte Jaan Lattik, der zu dieser Zeit estnischer Außenminister war, in Salisburg ein Denkmal für Edgar Haßmann und hielt eine Rede in lettischer Sprache.